# Condado de Foster
O Condado de Foster é um dos 53 condados do Estado americano da Dakota do Norte. A sede do condado é Carrington, e sua maior cidade é Carrington. O condado possui uma área de 1 675 km² (dos quais 30 km² estão cobertos por água), uma população de 3 759 habitantes, e uma densidade populacional de 2 hab/km² (segundo o censo nacional de 2000).